# God Save the Queen / Under Heavy Manners
Albums de Robert Fripp
Exposure
(1979) The League of Gentlemen
(1981)
God Save the Queen / Under Heavy Manners est le 2e album solo de Robert Fripp sorti en 1980.
C'est un album (ou plutôt deux demi-albums, comme en témoigne le titre de l'ensemble) de Frippertronics, enregistré en concert au cours de l'année 1979. La face « Under Heavy Manners » y ajoute une base rythmique (basse et batterie) pour produire ce que Fripp appelle des « Discotronics ».
Il a été réédité au format CD pour la première fois en 2021.

## Titres
Toutes les compositions sont de Robert Fripp.

### Face A: God Save the Queen
1. Red Two Scorer – 6:54
2. God Save the Queen – 9:50
3. 1983 – 13:20

### Face 1: Under Heavy Manners
1. Under Heavy Maners – 5:14
2. The Zero of the Signified – 12:38

## Musiciens
- Robert Fripp : guitares, Frippertronics
- Buster Jones : basse sur Under Heavy Manners et The Zero of the Signified
- Paul Duskins : batterie sur Under Heavy Manners et The Zero of the Signified
- Absalm el Habib (David Byrne) : chant sur Under Heavy Manners